# جانا مشونی
جانا مشونی (به انگلیسی: Jana Mashonee) (زاده ۱۱ مهٔ ۱۹۸۲) خواننده آمریکایی است.